# Elefant (banda)
Elefant (Español: El Elefante) fue una banda del Rock alternativo originaria de la ciudad de Nueva York, Estados Unidos. liderada por el argentino-estadounidense Diego Garcia (vocal, teclados), Kevin McAdams (batería), Mod (guitarra rítmica y líder), Jeff Berrall (bajo, órgano, triángulo).
Han editado dos álbumes, Sunlight Makes Me Paranoid de 2003 por Keloko Records y The Black Magic Show lanzado en 2006 por Hollywood Records.
El 30 de junio de 2010 se anunció la separación de la banda a través de un comunicado en su página oficial en MySpace.

## Integrantes

### Integrantes
- Diego Garcia - voz, teclados
- Kevin McAdams - batería
- Mod - guitarra líder, guitarra rítmica
- Jeff Berrall - bajo, órgano, triángulo

## Discografía

### Álbumes de estudio
- 2003: "Sunlight Makes Me Paranoid" (Kemado Records)
- 2006: "The Black Magic Show" (Kemado Records)

### EP
- 2003: "Gallery Girl"'

### Sencillos
- "Make Up" (2004)
- "Now That I Miss Her" (2004)
- "Misfit" (2004)
- "Lolita" (2006)